# Verwaltungsgemeinschaft Annaburg-Prettin
In de voormalige Verwaltungsgemeinschaft Annaburg-Prettin, gelegen in het district Wittenberg, werkten acht gemeenten gezamenlijk aan de afwikkeling van hun gemeentelijke taken.

## Geschiedenis
De Verwaltungsgemeinschaft Annaburg-Prettin is in 1-1-2005 gevormd door het samenvoegen van de Verwaltungsgemeinschaft Annaburg en Verwaltungsgemeinschaft Heideck-Prettin. De Verwaltungsgemeinschaft bestond daarmee uit de gemeenten Annaburg, Axien, Bethau, Groß Naundorf, Labrun, Lebien, Plossig en Prettin
Op 1-1-2011 zijn de deelnemende gemeenten geannexeerd door de eenheidsgemeente Annaburg en werd de Verwaltungsgemeinschaft opgeheven.